# Vaggeryd
För andra betydelser, se Vaggeryd (olika betydelser).
Vaggeryd är en tätort i Byarums socken och tillsammans med Skillingaryd centralort i Vaggeryds kommun i Jönköpings län.
Vaggeryd är beläget omkring tre mil söder om Jönköping, nära väg E4 som innan den blev motorväg 1994 gick genom orten. Vaggeryd har också järnvägsförbindelse i tre riktningar: norrut med Jönköping via Vaggerydsbanan, samt österut och söderut via järnvägslinjen Halmstad–Nässjö.
Delar av bebyggelsen ligger vid Hjortsjön. Ån Lagan rinner genom samhället.

## Historia
Orten, som vuxit fram i södra delen av Byarums socken, är ursprungligen ett industrisamhälle som hade flera möbeltillverkningsföretag. Flera av dessa har lagts ned, men kvar finns exempelvis Swedese möbler med den klassiska fåtöljen Lamino. I området Götafors, som ursprungligen var ett eget samhälle, låg tidigare Munksjö sulfatfabrik. Götafors järnbruk är känt sedan medeltiden och några byggnader påminner ännu om järnbrukstiden vid Lagan.

### Administrativa tillhörigheter
Vaggeryd var och är belägen i Byarums socken och ingick efter kommunreformen 1862 i Byarums landskommun, där Vaggeryds municipalsamhälle inrättades 28 juli 1911. 1952 bildades Vaggeryds köping av Byarums socken/landskommun och Bondstorps socken/landskommun och där bebyggelsen i Vaggeryd bara upptog en mindre del av köpingskommunens yta.  1971 uppgick Vaggeryds köping i Vaggeryds kommun där Vaggeryd sedan dess är centralort.
I kyrkligt hänseende har orten före 2010 hört till Byarums församling. Från 2010 tillhör orten Byarum-Bondstorps församling.
Orten ingick till 1948 i Östbo tingslag och därefter till 1971 i Östbo och Västbo tingslag. Från 1971 till 2005 ingick Vaggeryd i Värnamo domsaga och orten ingår sedan 2005 i Jönköpings domsaga.

### Befolkningsutveckling
| Befolkningsutvecklingen i Vaggeryd 1960–2020 | Befolkningsutvecklingen i Vaggeryd 1960–2020 | Befolkningsutvecklingen i Vaggeryd 1960–2020 | Befolkningsutvecklingen i Vaggeryd 1960–2020 | Befolkningsutvecklingen i Vaggeryd 1960–2020 |
| -------------------------------------------- | -------------------------------------------- | -------------------------------------------- | -------------------------------------------- | -------------------------------------------- |
|                                              |                                              |                                              |                                              |                                              |
| År                                           |                                              |                                              | Folkmängd                                    | Areal (ha)                                   |
| 1960                                         | 1960                                         |                                              | 3 313                                        |                                              |
| 1965                                         | 1965                                         |                                              | 3 644                                        |                                              |
| 1970                                         | 1970                                         |                                              | 3 820                                        |                                              |
| 1975                                         | 1975                                         |                                              | 3 974                                        |                                              |
| 1980                                         | 1980                                         |                                              | 4 238                                        |                                              |
| 1990                                         | 1990                                         |                                              | 4 276                                        | 438                                          |
| 1995                                         | 1995                                         |                                              | 4 500                                        | 448                                          |
| 2000                                         | 2000                                         |                                              | 4 694                                        | 455                                          |
| 2005                                         | 2005                                         |                                              | 4 688                                        | 464                                          |
| 2010                                         | 2010                                         |                                              | 4 920                                        | 480                                          |
| 2015                                         | 2015                                         |                                              | 5 122                                        | 513                                          |
| 2020                                         | 2020                                         |                                              | 5 613                                        | 533                                          |
|                                              |                                              |                                              |                                              |                                              |

## Samhället
Svenska kyrkan invigde 1974 en kyrkobyggnad, Vaggeryds kyrka, som komplement till församlingskyrkan i Byarum. Ortens begravningsplats är dock fortfarande Byarums kyrkogård. Andra kyrkor i Vaggeryd är Missionskyrkan, Pingstkyrkan, Betelkyrkan (ansluten till Evangeliska Frikyrkan och Svenska Alliansmissionen), serbisk-ortodoxa kyrkan och Jehovas vittnen.  
Vaggeryd är även känt för Vaggerydstravet, Vaggerydskorv och Waggeryds museiförening. Waggeryds IK har spelat i högsta divisionen i bandy och näst högsta divisionen i fotboll.

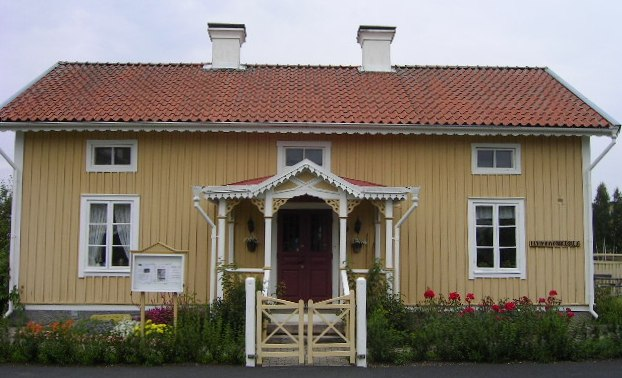
Magnisa stuga, museum
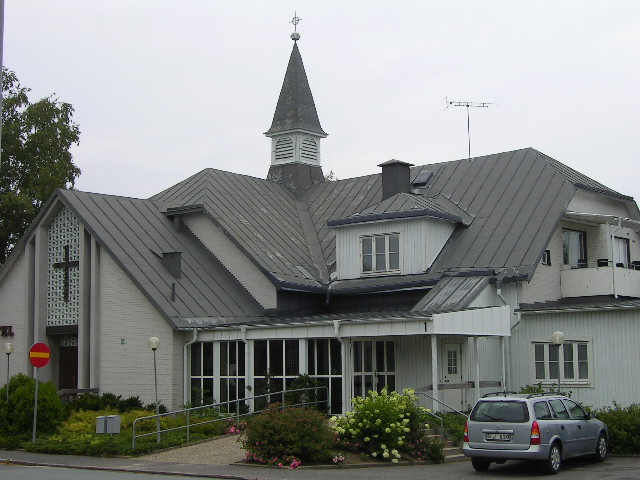
Betelkyrkan
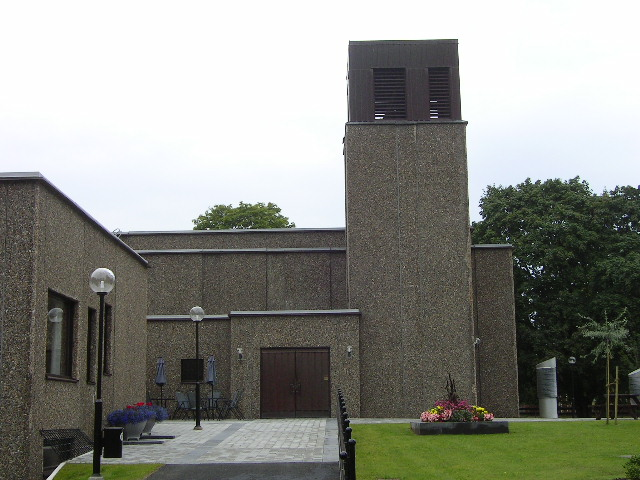
Vaggeryds kyrka
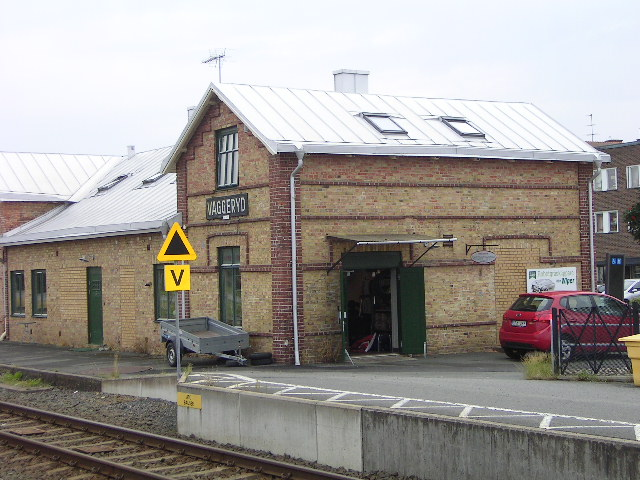
Järnvägsstationen

## Kommunikationer
Vaggeryd ligger på järnvägslinjen Halmstad–Nässjö. Statonen öppnades den 3 januari 1880.

## Utbildning
På orten finns en gymnasieskola, Fenix kultur- och kunskapscentrum. På skolan finns totalt tio stycken nationella gymnasieprogram och skolan består även av en gymnasiesärskola. På Fenix finns det även möjlighet att läsa vuxenutbildningar.